# Monterosi
Monterosi là một đô thị ở tỉnh Viterbo trong vùng Latium của Ý, có cự ly khoảng 35 km (21.75 mi) về phía tây bắc của Roma, khoảng 30 km (18.65 mi) về phía đông nam của Viterbo tại khu vực có độ cao 276 m (905,5 foot) trên mực nước biển.
Tại thời điểm ngày 31 tháng 12 năm 2004, đô thị này có dân số 2.780 người và diện tích là 10,7 km² (6,65 mi²).
Monterosi giáp các đô thị: Nepi, Sutri, Trevignano Romano.